# Степанюк, Алексей Сергеевич
Алексей Сергеевич Степанюк — бригадир полеводческой бригады № 1 семеноводческого колхоза «Сибиряк» Тулунского района Иркутской области, Герой Социалистического Труда.

## Биография
Родился в 1922 году в Тулунском районе Иркутской области.
Участник Великой Отечественной войны.
После службы в Красной армии работал в известном во всей Иркутской области семеноводческом совхозе «Сибиряк»: председателем колхоза, бригадиром полеводческой бригады № 1.
За успехи в полеводстве, за получение высоких урожаев А. С. Степанюку было присвоено звание Герой Социалистического Труда с вручением ордена Ленина и Золотой медали «Серп и Молот».
Затем переехал на жительство в город Магнитогорск.
Скончался 31 августа 1987 года, похоронен на Правобережном кладбище Магнитогорска.